# Papel imune
Papel imune é, no Brasil, o papel adquirido com isenção de alguns impostos, como ICMS e IPI, por empresas credenciadas junto ao governo para ser empregado na impressão de jornais, livros e periódicos. A imunidade do papel é uma garantia constitucional desde 1946 e ainda presente na Constituição no artigo 150, inciso VI, alínea d. Segundo seus defensores, o papel imune ajuda a preservar a liberdade de imprensa e o estímulo a cultura facilitando o acesso à informação impressa dada a redução de custos decorrente da isenção.
O uso correto do papel imune já foi alvo de campanhas de órgãos relacionados a indústria do papel e gráfica pois várias empresas utilizam este material para praticar sonegação empregando-o com fins não previstos pela norma. Atualmente empresas como, por exemplo, fabricantes de papel, empresas jornalísticas, editoras entre outras que operam o com o papel imune precisam de um registro específico junto à Secretaria da Receita Federal do Ministério da Fazenda. Além deste registro, precisam trimestralmente apresentar ao mesmo órgão a Declaração Especial de Informações relativas ao Controle do Papel Imune para que seja realizado o controle e fiscalização.